# Джеймс Донн
Джеймс Донн (англ. James Donn, 1758 — 14 червня 1813) — британський ботанік.

## Біографія
Джеймс Донн народився у 1758 році .
Донн працював у Королівських ботанічних садах в К'ю під керівництвом Вільяма Айтона (1731–1793). Згодом став куратором Ботанічного саду Кембриджа (Cambridge University Botanic Gardens) і займав цю посаду аж до своєї смерті. У 1795 році Донн був співробітником Лондонського Ліннєївського товариства, а у 1812 році став його членом. Найбільш важливою роботою Джеймса була Hortus Cantabrigensis, вперше опублікована у Кембриджі у 1796 році, а потім перевидана в розширеному вигляді.
Джеймс Донн помер 14 червня 1813 року.

## Наукова діяльність
Джеймс Донн спеціалізувався на насіннєвих рослинах. Він описав більш як 140 видів рослин, більшість з яких було описано вперше

## Наукові роботи
- Hortus Cantabrigensis, 1796.